# کلش رویال
کلش رویال (به انگلیسی: Clash Royale) یک بازی ویدئویی در سبک استراتژی هم‌زمان است که توسط سوپرسل در تاریخ ۲ مارس ۲۰۱۶ در دو پلتفرم اندروید و آی‌اواس ساخته و منتشر شده است.

## خلاصه بازی
بازی کلش رویال یک بازی جنگ تن‌به‌تن است که در یک میدان نبرد (arena) دو نفر باید با راهبرد و کارت‌های قدرتمند خود شروع به رقابت کنند و هر کسی استراتژی برتر را استفاده کنند آن هم در میدان جنگ پیروز می‌شود.
هر شخص باید برای نبرد ۸ کارت انتخاب کند. در واقع هر کارت یک نیرو به زمین می‌فرستد و هر نیرو یک ویژگی و یک قدرت ضربه و یک مقدار جان مشخص دارد. زمین بازی متشکل شده از دو قسمت که هر قسمت مربوط به یک نفر است و هر نفر ۲ برج شاهدخت و ۱ برج پادشاه دارد. از بین بردن برج پادشاه ۳ تاج به شما خواهد داد و از بین بردن هر یک از برج‌های شاهدخت ۱ تاج. هر شخصی که در پایان بازی تعداد بیشتری تاج از ۳ تاج داشته باشد پیروز است اگر هم تعداد تاج برابر باشد بازی وارد وقت اضافه می‌شود، اگر باز هم مساوی باشند تساوی شکن کار خود را شروع می‌کند یعنی برجی که جان کمتری داشته باشد بازنده است.
بازیکن با هر برد یک صندوق بدست می‌آورد و از درون جعبه‌ها کارت‌های مختلف بیرون می‌آید. هرچه تعداد کارت‌های یک نیرو بیشتر شود شما می‌توانید آن نیرو را ارتقاء دهید. در به‌روزرسانی جدید حداکثر ارتقاء تا سطح ۱۵ است. نوع صندوق‌ها باهم متفاوت است و صندوق‌ها بر اساس آرنا متفاوت است.
درون برخی از صندوق‌ها جم وجود دارد با جم می‌توان صندوق‌ها را زود تر باز کرد، شکلک‌های مختلف از بازی خرید کرد، با کمک جم می‌توان در چالش‌های مختلف شرکت کرد و اگر در چالشی ۳ فرصت شما تمام بشود با جم ۳ فرصت اضافه می‌توان گرفت.

## در ایران
این بازی در ایران تحریم است. شرکت سوپرسل در بیانه ای رسمی در وب‌سایت سوپرسل به زبان فارسی نوشت که به زودی با ارائه یک بروزرسانی دیگر بازی کلش رویال برای کاربران ایرانی دردسترس نخواهد بود
«تصمیم سختی را گرفته‌ایم مبنی بر اینکه قرارداد خود را با «کافه بازار» تمدید نکنیم، که در نتیجه آن بازیکنان ایرانی دیگر قادر به انجام دادن بازی‌های ما نخواهند بود. بازیکنان پس از ۳۰ سپتامبر ۲۰۲۰ قادر به انجام خریدهای درون‌برنامه‌ای نخواهند بود و بازی‌ها پس از به‌روزرسانی بعدی که همین امسال عرضه می‌شود کاملاً از در دسترس خارج می‌شوند.
بازیکنان ما، در هر کجا که هستند، از همه چیز برایمان مهم‌ترند، و واقعاً متأسفیم که نتوانستیم در حال حاضر راهی را برای ادامه ارائه کلش آو کلنز و کلش رویال به بازیکنانمان در ایران پیدا کنیم.

ما این در را برای همیشه نمی‌بندیم؛ ما به نظارت بر وضعیت و همکاری با «کافه بازار» ادامه می‌دهیم تا در صورت امکان راهی برای بازگشت پیدا کنیم.»
اما همچنان این بازی در ایران در پلتفرم گوگل پلی قابل دسترسی است.